# Flughafen Mae Hong Son

i7
i11
i13
Der Flughafen Mae Hong Son (thailändisch ท่าอากาศยานแม่ฮ่องสอน, IATA-Code: HGN, ICAO-Code: VTCH) ist ein Regionalflughafen im Landkreis (Amphoe) Mae Hong Son der Provinz Mae Hong Son in der Nord-Region von Thailand. 
Es bestehen Abstellmöglichkeiten für zwei Flugzeuge der Größe einer Boeing 737 oder Airbus A300.

## Fluggesellschaften und Flugziele
- Thai Airways International (Ziele: Flughafen Bangkok-Suvarnabhumi) (BKK)
- Nok Air (Ziele: Chiang Mai) (CNX)